# Josep Oriol Barraquer i Roviralta
Josep Oriol Barraquer i Roviralta (Barcelona, 11 de novembre de 1848 - 1924) fou un militar català, Capità general de Catalunya en el període 1917-1918.

## Biografia
Fou fill de Tomàs Barraquer i de Llauder, nebot del militar Joaquim Barraquer i de Llauder, natural de Sant Feliu de Guíxols i de Rita Roviralta i Salarich, natural de Santa Coloma de Queralt. Fou germà del religiós Gaietà Barraquer i Roviralta, de l'oftalmòleg Josep Antoni Barraquer i Roviralta i del neuròleg Lluís Barraquer i Roviralta, oncle del cardenal Francesc d'Assís Vidal i Barraquer i de l'oftalmòleg Ignasi Barraquer i Barraquer.
De filiació liberal, va lluitar en la tercera guerra carlina, en la Guerra dels Deu Anys i a la Guerra hispano-estatunidenca. Fou guardonat amb la Creu del Mèrit Militar amb distintiu roig amb la Gran Creu de la Reial i Militar Orde de Sant Hermenegild i la Creu de l'Orde Militar de Maria Cristina. Fou destinat a la fiscalia del Tribunal Suprem de Guerra fins que el 1914 fou ascendit a tinent general. De 1917 a 1918 fou Capità General de Catalunya.